# Certina
Certina (Сертина) — производитель швейцарских часов среднего ценового диапазона. Принадлежит группе компаний Swatch Group. Название марки происходит от латинского слова "certus" ("надежный").

## История
1888 - Братья Адольф и Альфред Курт основали компанию "Kurth Frères" в г. Гренхен.
1906 - Впервые используется название марки - "Grana" (от Granacus, латинской версии названия г. Гренхен).
1938 - Название марки сменяется на "Certina".
1959 - Разработка концепции DS (Double Security - "двойная надежность").
1962 - В качестве символа надежности и долговечности Certina на заднюю крышку наносится изображение черепахи.
1983 - Certina вошла в состав SMH Group (сегодняшняя Swatch Group).
2013 - Год ознаменован введением нового корпоративного стиля в зеленых тонах, включающего новый логотип, олицетворяющий возвращение к истокам.

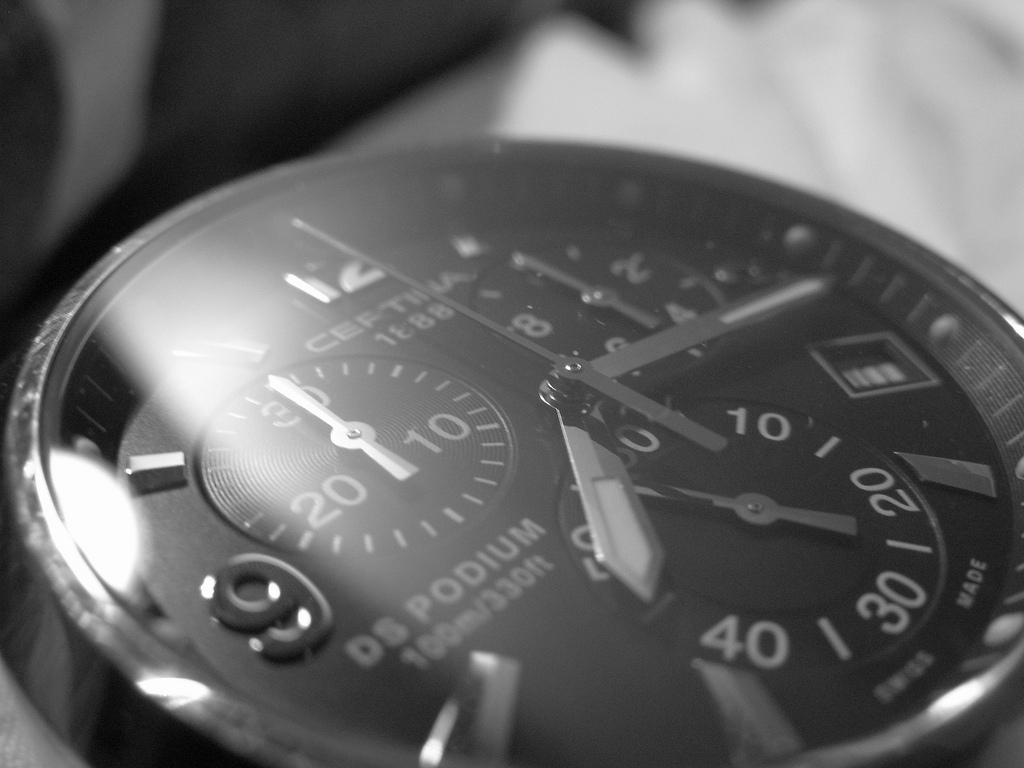
Certina DS Podium

## Концепция DS
В логотип компании включена аббревиатура DS, расположенная на фоне черепашьего панциря, который служит символом надежности и долговечности. Также аббревиатура DS присутствует в названиях всех без исключения коллекций марки и используется в качестве элементов оформления отдельных моделей (например, размещается на кабошоне заводной головки). 
Это объясняется тем, что концепция DS (Double security - двойная надежность) является образующим элементом идентичности бренда.
Разработана концепция DS была в 1959 году инженерами и техниками компании под руководством сыновей Альфреда Курта, Эрвина и Ганса. Она включила в себя 5 основных элементов (см. иллюстрацию): двойное сапфировое стекло (1), уплотнительное кольцо на заводной оси (2),  два уплотнительных кольца на заводной головке (3), специальное уплотнение на задней крышке (4), упрочненная задняя крышка (5) и обеспечивает повышенную степень ударопрочности и водонепроницаемости часов Certina, что в целом увеличивает их долговечность и надежность.
С этих пор элементами концепции DS стали оснащаться каждые часы, выпускающиеся под брендом Certina.

## Сотрудничество с миром спорта
Для того, чтобы проверить на прочность концепцию DS, Certina на протяжении своей истории подвергала часы различным испытаниям, активно сотрудничая с миром спорта.
1960 - Первое восхождение на гималайскую вершину Дхаулагири выполнено швейцарской командой альпинистов, экипированных исключительно часами Certina DS.
1976 - Часы из карбида вольфрама DS-DiaMaster украсили запястье американского боксера, чемпиона мира в тяжелом весе Мухаммеда Али.
1995 - Certina становится официальным хронометристом Чемпионата мира по шоссейно-кольцевым мотогонкам.
2005 - Certina становится официальным партнером Sauber Petronas, команды "Формулы-1". Томас Люти, посланник бренда Certina, завоевывает титул чемпиона мира по мотогонкам в категории 125 куб.см.
2006 - Старт долгосрочного сотрудничества с новой командой "Формулы-1" - "BMW Sauber". Новым посланником бренда становится пилот Роберт Кубица.
2011 - Certina становится партнером самого успешного биатлониста в истории - Уле-Эйнара Бьёрндалена.
2013 - Компания продолжает своё сотрудничество с миром мото- и автоспорта, став официальным партнером и хронометристом Чемпионата мира по ралли WRC, проводимого Международной автомобильной федерацией (FIA).
2015 - Марка заключила контракт с раллийной командой Citroen Total Abu Dhabi.